# Kristin Hannah
Kristin Hannah (* 25. September 1960 in Garden Grove, Kalifornien) ist eine US-amerikanische Schriftstellerin von Liebesromanen.

## Leben
Die gebürtige Südkalifornierin wuchs zusammen mit zwei jüngeren Geschwistern auf. Sie studierte Jura und erlangte ihren Bachelor of Arts (B.A.) 1982 an der University of Washington. Ihren Juris Doctor (J.D.) erhielt sie 1986 von der Privatuniversität University of Puget Sound. Von 1986 bis 1993 arbeitete sie als Rechtsanwältin in Seattle.
Erste literarische Versuche fielen in ihre Studienzeit, doch ernsthaft zu schreiben begann sie erst, als sie mit ihrem Sohn schwanger war. Ihr Debütroman A Handful of Heaven erschien 1991. Bereits ihr zweites Buch, The Enchantment von 1992, wurde ins Deutsche übersetzt und im deutschen Sprachraum als Goldmann-Taschenbuch unter dem Titel Verborgener Zauber veröffentlicht. Der Roman The Nightingale (Die Nachtigall) setzt sich mit dem Leben Andrée de Jonghs auseinander.
Kristin Hannah ist Mitglied im Verband Romance Writers of America und bei Novelists Inc. Sie lebt mit ihrem Sohn und ihrem Mann, einem Filmrechtehändler, auf einer kleinen Insel im Pazifik.

## Werke
- 1991: A Handful of Heaven. Ivy Books, Baltimore 1991. ISBN 0-449-14736-3. (Nur auf Englisch.)
- 1992: Verborgener Zauber. Roman (The Enchantment) (Goldmann Taschenbücher; Band 43787). Goldmann, München 1997. ISBN 3-442-43787-3.
- 1992: Im Bann seiner Küsse. Roman (Once in Every Life). Blanvalet Verlag, München 2004. ISBN 3-442-36084-6.
- 1993: Blüte der Dämmerung. Roman (If you believe) (Goldmann Taschenbücher; Band 35038). Goldmann, München 1998. ISBN 3-442-35038-7.
- 1994: Tanz im Sturm. Roman (When Lightning Strikes).(Goldmann Taschenbücher; Band 43443). Goldmann, München 1997. ISBN 3-442-43443-2.
- 1995: Wenn der Mond dich küsst. Roman (Waiting for the Moon).Blanvalet Verlag, München 2005. ISBN 3-442-36123-0.
- 1996: In ihren kühnsten Träumen. Roman (Home Again) (Bastei Lübbe Taschenbuch). Bastei Lübbe Verlag, Bergisch Gladbach 1999. ISBN 3-404-12995-4. (Spätere Neuausgaben u. d. T. Umweg nach Hause, 2001, ISBN 3-548-25130-7, und Wenn das Herz ruft, 2008, ISBN 3-548-26847-1, beide bei Ullstein.)
- 1999: Der See der Träume. Roman (On Mystic Lake). Ullstein Verlag, Berlin 2002. ISBN 3-550-08359-9.
- 2000: Wenn Engel schweigen. Roman (Angel Falls) (Ullstein Taschenbuch; Band 25298). Ullstein Verlag, Berlin 2002. ISBN 3-548-25298-2.
- 2001: Insel des Lichts. Roman (Summer Island) (Ullstein Taschenbuch; Band 25848). Ullstein Verlag, Berlin 2004. ISBN 3-548-25848-4. (Verfilmt 2008.)
- 2002: An fernen Küsten. Roman (Distant Shores) (Ullstein Taschenbuch; Band 26236). Ullstein Verlag, Berlin 2005. ISBN 3-548-26236-8.
- 2003: Wer zu lieben wagt. Roman (Between Sisters) (Ullstein Taschenbuch; Band 26301).Ullstein Verlag, Berlin 2006. ISBN 978-3-548-26301-4.
- 2004: Was wir aus Liebe tun. Roman (The Things We Do for Love). Marion von Schröder Verlag, Berlin 2005. ISBN 3-547-71073-1.
- 2005: Wer dem Glück vertraut. Roman (Comfort & Joy) (Ullstein Taschenbuch; Band 26603). Ullstein Verlag, Berlin 2006. ISBN 978-3-548-26603-9.
- 2006: Wohin das Herz uns trägt. Roman (Magic Hour) (Ullstein Taschenbuch; Band 26873). Ullstein Verlag, Berlin 2008. ISBN 978-3-548-26873-6.
- 2008: Immer für dich da. Roman (Firefly Lane) (Ullstein Taschenbuch; Band 28106). Ullstein Verlag, Berlin 2009. ISBN 978-3-548-28106-3 (Verfilmt 2021).
- 2009: Das Geheimnis der Schwestern. Roman (True Colours) (Ullstein Taschenbuch; Band 28370). Ullstein Verlag, Berlin 2012. ISBN 978-3-548-28370-8.
- 2010: Ein Garten im Winter. Roman (Winter Garden) (Ullstein Taschenbuch; Band 28369). Ullstein Verlag, Berlin 2012. ISBN 978-3-548-28369-2.
- 2011: Wie Blüten im Wind. Roman (Night Road) (Ullstein Taschenbuch; Band 28477). Ullstein Verlag, Berlin 2013. ISBN 978-3-548-28477-4.
- 2012: Zwischen uns das Meer. Roman (Home Front) (Ullstein Taschenbuch; Band 28478). Ullstein Verlag, Berlin 2013. ISBN 978-3-548-28478-1.
- 2013: Wie ein Stern in der Nacht. Roman (Fly Away) (Ullstein Taschenbuch; Band 28608). Ullstein Verlag, Berlin 2014. ISBN 978-3-548-28608-2.
- 2015: Die Nachtigall. Roman (The Nightingale). Rütten & Loening, Berlin 2016. ISBN 978-3-352-00885-6.
- 2018: Liebe und Verderben. Roman. (The Great Alone). Rütten & Loening, Berlin 2018. ISBN 978-3-352-00913-6.
- 2021: Die vier Winde. (The four winds). Rütten & Loening, Berlin 2021. ISBN 978-3-352-00943-3.
- 2024: The Women. MacMillan, London 2024, ISBN 978-1-03-500568-0.